# Филип Адам фон Золмс-Лих
Филип Адам фон Золмс-Лих (на немски: Philipp Adam zu Solms-Lich; * 23 май 1611, Виена; † 29 март 1670, Хералец, Морава, Чехия) е граф на Золмс-Лих и господар на Хумполец-Хералец.

## Произход
Той е син на граф Филип II фон Золмс-Лих (1559 – 1631) и първата му съпруга Сабина Попел фон Лобковиц (1583 – 1623), дъщеря на Ладислав III 'старши' фон Лобковиц (1537 – 1609) и Мария Магдалена фон Залм-Нойбург (1548 – 1607).
Филип Адам умира на 29 март 1670 г. в Хералец на Морава (в окръг Ждяр над Сазавоу, Чехия) и е погребан там.

## Фамилия
Филип Адам се жени през 1660 г. за Хелена Елеонора Елизабет фрайин Рашин фон Ризенбург (* 1632; † 20 септември 1699), наследничка на Нойхауз Оелснитц и Варлизка. Те имат децата:
- Филип Готлиб (1661 – 1670)
- 2 сина
- 2 дъщери
- Йозефина Йохана Филипина (1663/1668 – 1722/1723), наследничка на Хералетц, Хумполетц, Краулитц и Здиар, омъжена на 2 февруари 1689 г. за граф Зигмунд Вилхелм Филип фон Кьонигсег-Ротенфелс (* 16 февруари/ноември 1663; † 6 май 1709), син на граф Леополд Вилхелм фон Кьонигсег-Ротенфелс (1630 – 1694) и графиня Мария Поликсена фон Шерфенберг († 1683)

Хелена фон Ризенбург се омъжва втори път (1666) за Фердинанд Рудолф фон Валдщайн (* ок. 1628; † 1687).